# Alfarería del aceite

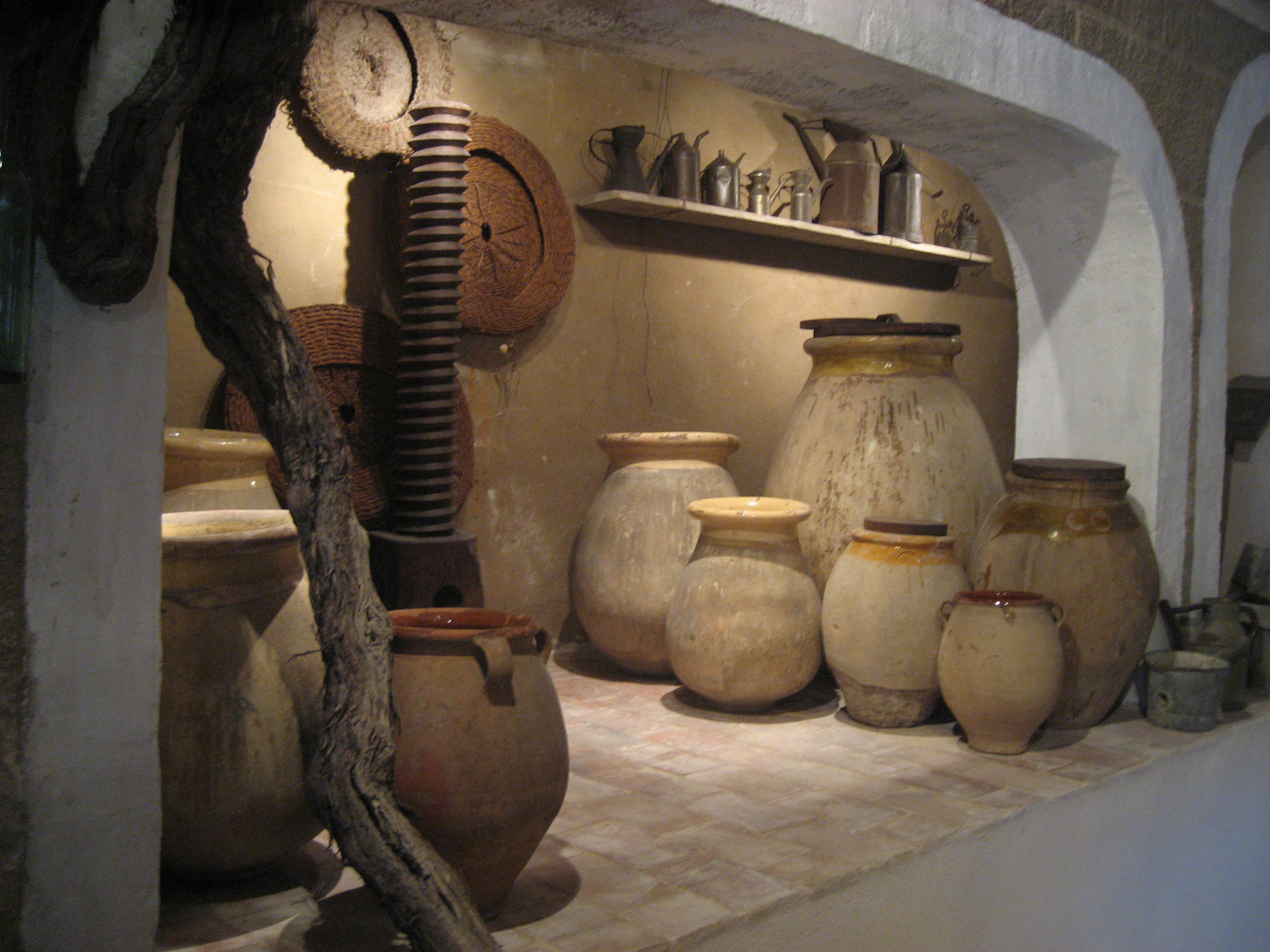
Alcuzas de metal (arriba) y tinajería para el aceite en el Museo de Alfarería de Marsella («Musée du Terroir Marseillais»)

Alfarería del aceite es la denominación genérica del conjunto de objetos de cerámica, bien de basto o vidriada, que se utiliza para el transporte, almacenaje y consumo de productos oleosos y en especial del aceite de oliva y su cultura. Entre las piezas más populares de este capítulo de la cacharrería de barro están las aceiteras y alcuzas, las cantarillas, orzas, ánforas y tinajas, en el campo de la alimentación; los ungüentarios y redomas en la antigua farmacopea, y los candiles y lucernas en el apartado de la iluminación.

## Historia

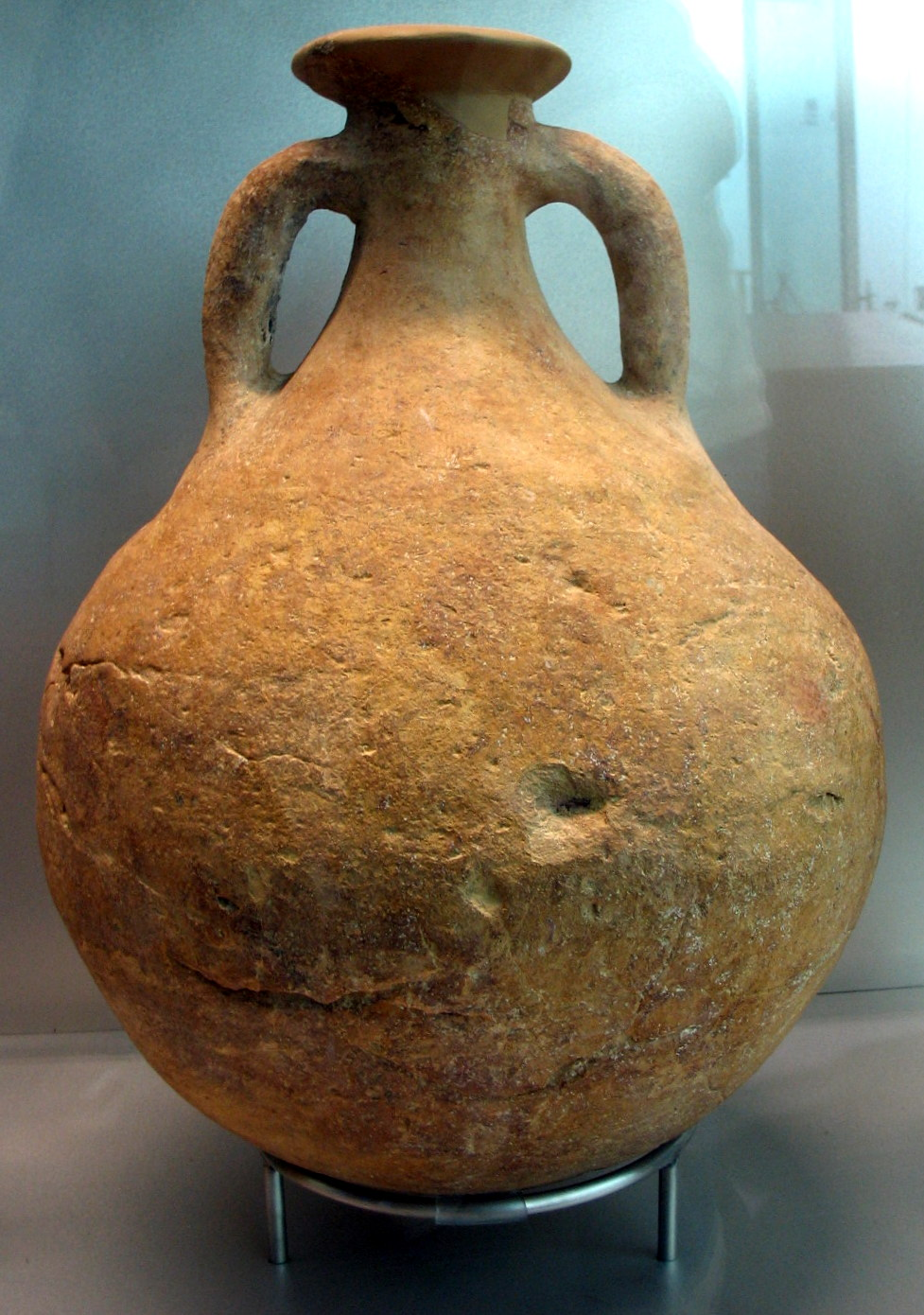
Ánfora bética para el transporte de aceite de oliva, ejemplar del. Yacimiento submarino de Escombreras. Museo Nacional de Arqueología Subacuática, Cartagena (España).

El binomio alfarería-aceite tiene su origen documentado en el primitivo imperio asirio hacia finales del III milenio a. C., en el conjunto de excavaciones del palacio de Ebla, donde se encontraron miles de recipientes capaces de almacenar 120.000 kg de aceite. Asimismo quedan registradas en escritura cuneiforme en el archivo de tablillas de dicho palacio, repetidas menciones a impuestos sobre el aceite y distinciones de calidad.
Continuando quizá esquemas de la medicina hipocrática e información de historiadores del mundo antiguo como Plinio el Viejo, un manuscrito conservado en la Biblioteca Nacional de Francia, el «Tacuinum sanitatis» del médico árabe de Ibn Butlan, recopilaba en el siglo XV un conjunto de remedios y fórmulas magistrales en cuya exposición se da noticia de la presencia imprescindible de la alfarería en la cultura del aceite de oliva, tanto en la alimentación como en ungüentos y pomadas. También queda noticia del protagonismo de las llamadas ánforas panatenaicas, que llenas de aceite se regalaban a los vencedores en los juegos y fiestas, como recipiente para bálsamos. Griegos, romanos y fenicios compartieron la asociación alfarería-aceite como base de su comercio. Las referencias arqueológicas son muy numerosas, valga como ejemplo el modelo de la ciudad ibero-romana de Lucentum.

## Tipología de recipientes y envases
En una ordenación o catálogo elemental de los recipientes relacionados con el uso y consumo de aceites, cabe diferenciar:

### Aceiteras
Recipientes de consumo doméstico y de variada morfología que pudiera sintetizarse en tres elementos característicos: prototipo de jarras o cantarillas (de cuerpo ovoidal), con una o dos asas y cuello estrecho. Para facilitar el escanciado del aceite se han desarrollado modelos con pico vertedor ocasionalmente tubular y fino.
Por su función y uso, la aceitera puede relacionarse con el setrill (quizá de la misma raíz que Nebrija apuntaba para la azeytera) del oriente español y el càntir d'oli catalán (o botijo para el aceite).

### Alcuzas
Los investigadores parecen aceptar que la relación nominal con la tipología de las alcuzas depende más de la denominación tradicional que recibe la vasija en su lugar de fabricación y uso, que de su aspecto y forma. Es decir, un recipiente que en La Mancha se llama alcuza es casi idéntico a otro que en Aragón se llama aceitera, y a su vez son iguales que un setrill levantino. Y de la misma manera, en un catálogo documentado tanto de objetos arqueológicos como de una colección de cerámica de un museo, pueden verse dos vasijas de aspecto y tipología muy diferente llamadas setrill, aceitera o alcuza. Así, en este apartado de recipiente domésticos para almacenar y servir el aceite de oliva, aparecen aceiteras con pitorro como los botijos, o alcuzas toledanas idénticas a las perulas cordobesas que pintó Julio Romero de Torres.

### Ánforas
Aparecen representadas en la iconografía del Antiguo Egipto en el contexto de los alfares y la industria del aceite, y has sido datadas en las costas del Líbano y Siria, durante el siglo XV  a. C. y en el siglo XIV  a. C. en el área de Micenas. Su uso masivo en el comercio del vino y el aceite ha dejado innumerables referencias arqueológicas, por ellas y por documentos escritos posteriores se sabe que estos recipientes de base apuntada y roma (así concebida para que se sostuviesen ‘clavadas’ en la arena de las playas en el tráfago de su transporte y acarreo) atestaban los largos bancos de las naves de transporte. Para resistir las vicisitudes e inclemencias del viaje, cada recipiente se taponaba con un disco de cerámica sellado luego con una pasta de cal. Las mayores, ya en el periodo de expansión comercial romana alcanzaban una capacidad de unos 50 litros de aceite.
Fueron notables las ánforas olearias de la Bética romana, como las catalogadas del tipo Dressel 20, de las que se conserva en la ciudad de Roma toda una colina, antiguo vertedero de alrededor de 26 millones de ánforas rotas, en el Monte Testaccio de la época de Augusto (27 a. C. – 14 d. C.).

### Botijas

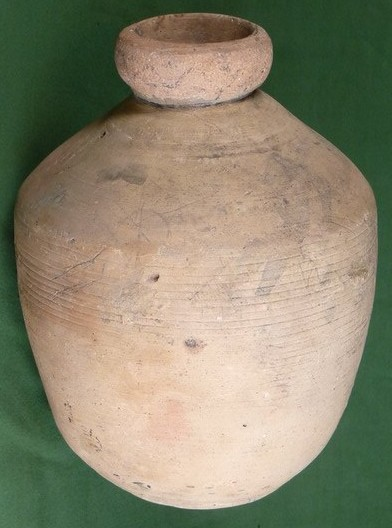
Botija "perulera" sevillana del. Museo do Pobo Galego.

En la familia de las botijas hay al menos tres tipos de vasija históricamente relacionadas con el uso doméstico, almacenaje y transporte del aceite de oliva. En este último capítulo destaca la llamada botija perulera, recipiente básico en el comercio entre España y el continente americano entre los siglos xvi y xix. Los otros dos tipos, muy variados en su obra cerámica según el alfar de origen, son la botija de aceite propiamente dicha y el botijón, sin apenas base de apoyo y apariencia de ánfora.
También puede incluirse en este conjunto tipológico la perula que en algunas zonas de Andalucía se usa como aceitera sustituyendo a la alcuza. Esta "perula andaluza", que en el Diccionario de materiales cerámicos se define como "aceitera globular", suele ser de pequeño tamaño y es pieza tradicional de la alfarería jienense.

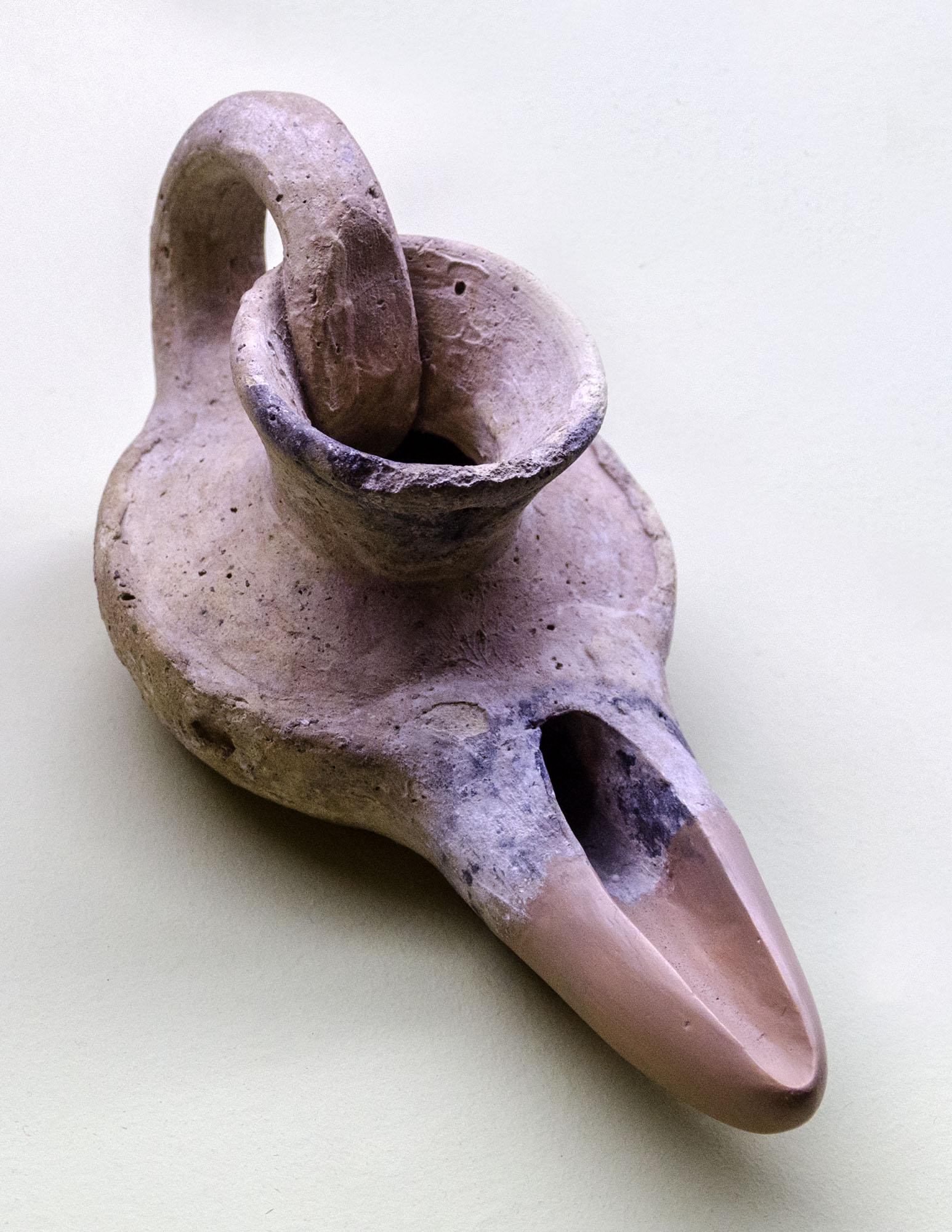
Candil del periodo califal (siglos y). Museo de Jaén (España).

### Candiles
Aparecidas de forma casi simultánea a finales del Tercer milenio antes de Cristo, las primeras lámparas de aceite han sido localizadas en Creta y los territorios entre Siria y Palestina. El pequeño cuenco con una cavidad para el aceite y un pico pellizcado en un extremo que servía para colocar la mecha de lino, fue sucesivamente adoptado por fenicios, griegos y romanos, documentándose arqueológicamente en yacimientos a lo largo de todo el Mediterráneo hasta la costa
atlántica de Marruecos, como en Lixus o Mogador, desde el siglo VIII a. C.
El capítulo importante protagonizado por las lucernas romanas, que llegaron a desarrollar una variada tipología y decoración, con implicaciones de uso muy concretas, sería sucedido por la estética del candil árabe, del que conservan una similar variedad de tipos instituciones como el Museo Arqueológico Nacional de España, el Palacio Real de Pedralbes, el Museo de Zaragoza, el complejo de Medina Azahara o el Museo Nacional de Cerámica y de las Artes Suntuarias González Martí, por poner solo algunos ejemplos en la península ibérica.

### Cántaros
La extensa familia de cántaros, cantarillas y cántaras ha aportado a lo largo de siglos de producción alfarera un considerable número y variedad de recipientes dedicados al laboreo doméstico y preindustrial de la cultura del aceite de oliva. Compartiendo en la mayoría de los casos su funcionalidad como contenedor de vino y de agua, pueden enumerarse algunos tipos más específicos o asociados a la historia del aceite, así por ejemplo los espectaculares jarrones conocidos como las cántaras de medidas del aceite por panillas.

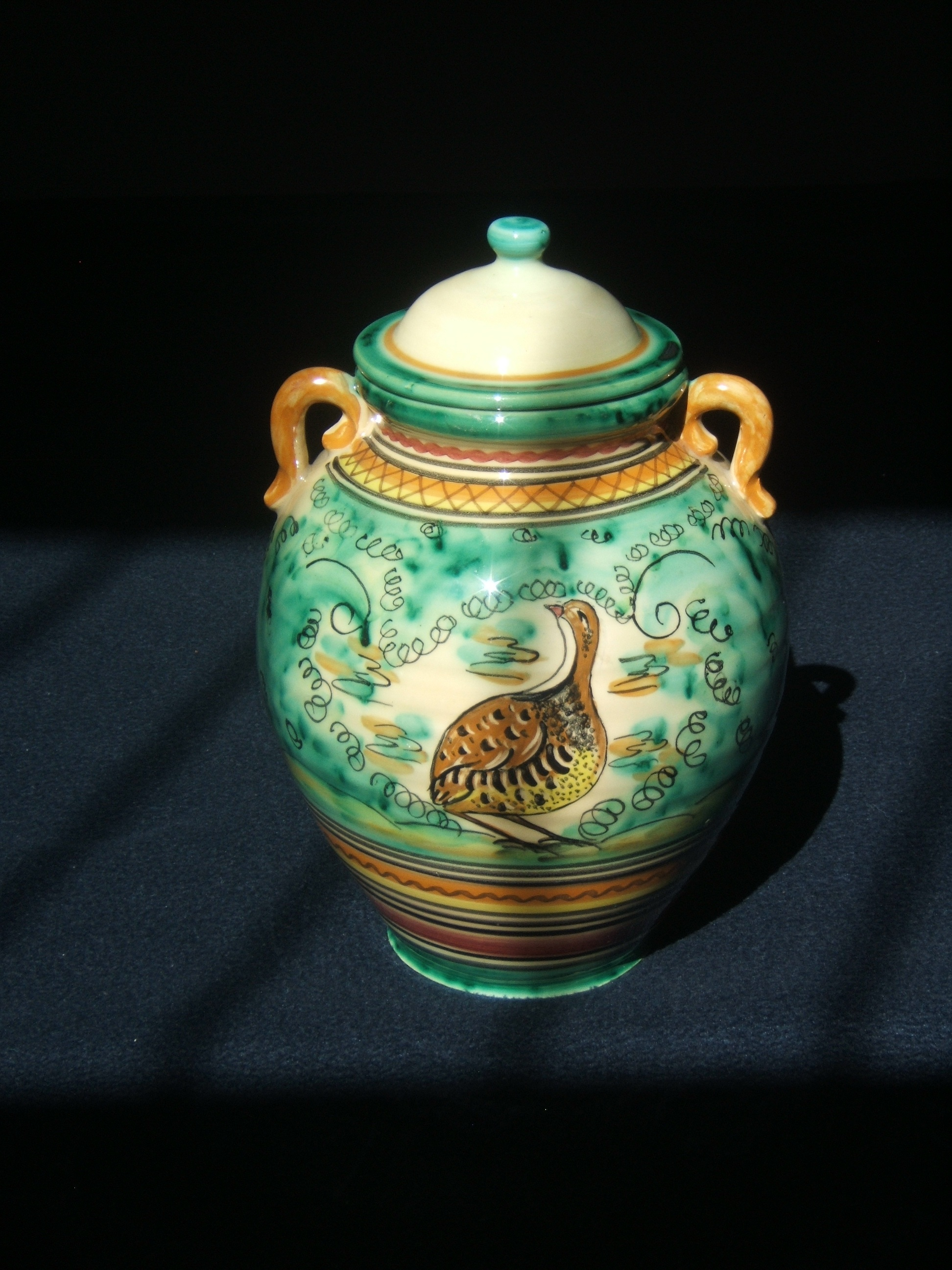
Orza de loza con decoración de la ‘serie esmeralda’, fabricada en Puente del Arzobispo.

### Orzas
La orza, recipiente tradicionalmente usado en los procesos de maceración y conserva, ocupa en la cultura del aceite el escalón intermedio entre las aceiteras y las tinajas. Además de las orzas de diverso tamaño para queso en aceite o la cura de los productos de la matanza del cerdo, en la tipología de esta familia están las ‘orzas aceituneras’ (para curar el fruto del olivo para su consumo como aperitivo) y las orzas o tinajillas ‘para desamargar’. Otra vasija curiosa hoy pero que fue muy habitual, y casi imprescindible en el aprovechamiento doméstico del aceite usado, era la grasera.

### Tinajas
La tinaja, hermana de otros grandes contenedores cerámicos como el «dolium» y el «pithos», es quizá el recipiente rey en la cultura del aceite de oliva. Vasija básica en el proceso de almacenaje doméstico e industrial durante más de veinticinco siglos, en el capítulo asociado al comercio del aceite, la tinaja se complementaba con el ánfora (de similar estructura morfológica). Por citar un ejemplo de las muchas variedades tinajeras, puede mencionarse la alfarería catalana para el aceite, con vasijas como el tòfol solseró (tinaja para el alpechín) o las grandes tinajas (solseres) de hasta cien litros de capacidad.
El cancionero tradicional guarda interesantes referencias a la relación entre el olivo –productor del aceite de oliva– y la tinajería.

Flores de olivo en abril, aceite para el candil
Flor de olivo en mayo, aceite para todo el año
Flor de olivo por San Juan, aceite para entinajar
Por San Silvestre: entinaja el aceite.

### Ungüentarios

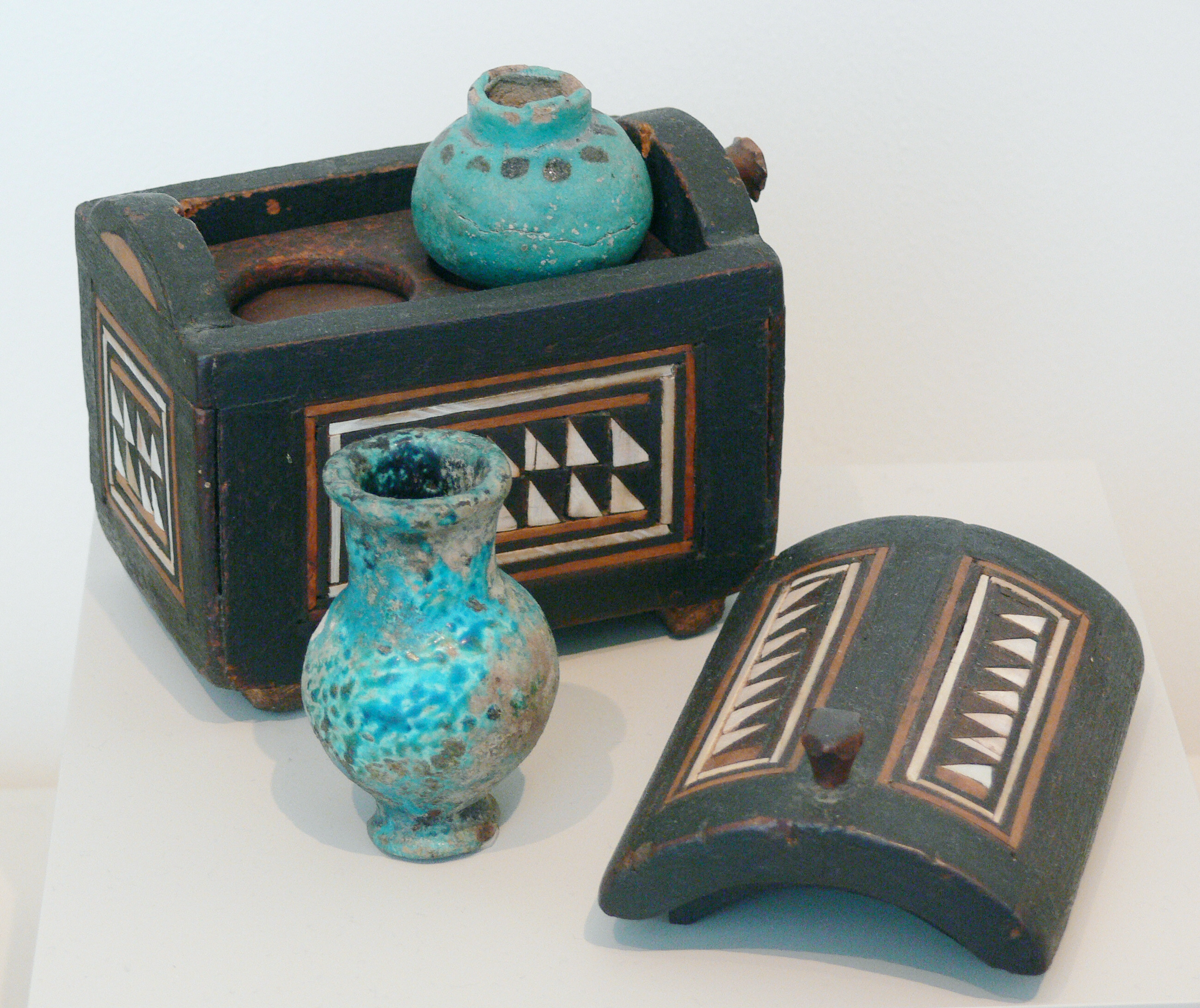
Dos tarros para ungüentos del antiguo Egipto (ca.)

De pequeño o mediano tamaño, los ungüentarios (con una morfología muy variada, desde la estilizada botellita de barro o la limeta, al tarro vidriado), básicamente utilizados como recipientes balsámicos, componen un rico catálogo de formas en la alfarería y la cerámica desde la civilización egipcia. En la vitrina greco-romana de recipientes para aceites, pomadas y ungüentos, pueden diferenciase varios tipos: alabastrón, aríbalo, askos, bombylios, epiquisis (especie de aceitera para libaciones), guttus habitual, tanto en la mesa de sacrificios como en la palestra, y el estilizado y polimórfico lécito (lếkythos (del griego «λήκυθος»).